# Bogdan Kowalczyk
Bogdan Kowalczyk (ur. 12 sierpnia 1946 w Warszawie) – polski piłkarz ręczny grający na pozycji bramkarza, mistrz i reprezentant kraju, olimpijczyk (1972), trener m.in. reprezentacji Polski i Islandii.

## Życiorys

### Zawodnik

#### Kariera klubowa
Karierę sportową rozpoczął w Warszawiance w 1961, w 1964 zdobył z tym klubem mistrzostwo Polski juniorów, w latach 1965–1968 występował w AZS Warszawa, a od 1968 do 1978 w Śląsku Wrocław. Z tym ostatnim klubem zdobył swoje największe sukcesy – siedem tytułów mistrza Polski z rzędu (1972-1978), a wcześniej trzy tytuły wicemistrzowskie (1969-1971)

#### Kariera reprezentacyjna
W reprezentacji Polski zadebiutował 6 grudnia 1964 w towarzyskim spotkaniu z Finlandią, trzykrotnie uczestniczył w mistrzostwach świata (1967 – 9–12 m., 1970 – 13–16 m., 1974 – 4 m.), a w 1972 wystąpił na Igrzyskach Olimpijskich w Monachium (10 m.). na tym ostatnim turnieju zakończył karierę meczem z Norwegią 9 września 1972. Łącznie w biało-czerwonych barwach wystąpił 43 razy.

### Trener
W 1970 ukończył studia w Akademii Wychowania Fizycznego we Wrocławiu. Od 1973 był grającym trenerem Śląska Wrocław i w tym charakterze zdobył pięć tytułów mistrzowskich (1974-1978), Puchar Polski (1976), a także doprowadził swoją drużynę do finału Pucharu Europy (1978). W latach 80. pracował w Islandii, zdobywając z Vikingurem Reykjavik czterokrotnie mistrzostwo Islandii (1980-1983), a z drużyną narodową występując na Igrzyskach Olimpijskich w 1984 (6 m.) i 1988 (8 m.) oraz mistrzostwach świata w 1986 (6 m.) i 1990 (10 m.). W 1989 wygrał z Islandią mistrzostwa świata grupy B. W 1990 powrócił do Polski i został trenerem Warszawianki. W latach 1992–1994 był trenerem reprezentacji Polski, następnie ponownie trenował Warszawiankę (1997-2001, w tym brąz mistrzostw Polski – 1999). W 2003 został szkoleniowcem Wisły Płock i zdobył z tą drużyną wicemistrzostwo (2003) i mistrzostwo Polski (2004). Od stycznia do grudnia 2005 i od stycznia do czerwca 2007 trenował KS Azoty-Puławy, następnie ponownie Wisłę (czerwiec 2008 – listopad 2008) i kolejny raz do klubu z Puław (styczeń 2010 – kwiecień 2011).

## Odznaczenia
- Kawaler Orderu Sokoła Islandzkiego – 25 września 1989[2]